# Bistrica ob Sotli
Bistrica ob Sotli (IPA: [ˈbiːstriʦa ɔpsoːtli], korábban Sveti Peter pod Svetimi gorami IPA: [ˈsveːti ˈpeːtɛr pɔtˈsveːtimi gɔˈraːmi], németül Sankt Peter bei Königsberg IPA: [zaŋkt ˈpeːtɐ baeˈkøːniksbɛʁk]) város és község Kelet-Szlovéniában, Savinjska statisztikai régióban. 1999-ben - azonos néven - község szintre emelték (Bistrica ob Sotli község).

## A község települései
Bistrica ob Sotli, Dekmanca, Črešnjevec ob Bistrici, Hrastje ob Bistrici, Križan Vrh, Kunšperk, Ples, Polje pri Bistrici, Srebrnik, Trebče, Zagaj.

## Földrajz
A település a Pannon-síkság szélén, a Sotla folyó mentén fekszik. Nem messze tőle kezdődnek a hegységek, a Sveti Gora és Kunšperska gora. Határátkelő Horvátországba.

## Történelem
A Sveti Gora hegységben Diocletianus idejéből származó érmet, valamint Iusztiniánosz-aranyérmet találtak. A felfedezett szláv sírok és leletek a 9-10. századból származnak. A települést először Leskovec név alatt említik, majd Sv. Peter pri Kunšperku, Sv. Peter pod Sv. Gorami és végül, 1952 után, Bistrica ob Sotli név alatt. A jelenlegi neve a Sotla folyótól származik. A jelenlegi kinézetét a 19. század közepén kapta meg, és a házak klasszicista stílusban lettek építve szép, kőből faragott portálokkal.
Az eredeti település a templom körül fejlődött ki. 1475-ben a portyázó törökök, akik Karintiából tértek vissza, a település közelében teljesen megsemmisítették Pohlheimi Zsigmond tábornok hadseregét. A település a 16. században átvette az öregebb Kunšperk piacváros funkcióját, és engedélyt kapott hogy vásárt tartson, valamint bírót kapott. 1573-ban, a szlovén-horvát parasztlázadás idejekor, a nemesi hadsereg Schrattenbach vezetése alatt legyőzte Ilija Gregorič paraszthadseregét Kunšperknél. 1783-ban nyílott meg az első iskola, a mai általános iskola pedig 1979-ben épült és Josip Broz Tito nyitotta meg. A vízvezetékeket 1927-ben építették meg, az áramot pedig 1947-ben vezették be, habár a tervek szerint még 1941-ben kezdték el. A második világháború alatt a lakosság többsége deportálva lett német munkatáborokba, helyükbe pedig besszarábiai németeket telepítettek.

## Lakosság
A községben (járásban) 1560 ember élt a 2002-es évi népszámlálás szerint. Ebből 1354 fő szlovénnek vallotta magát, 57-en meg horvátnak. 1522 fő, vagyis 80,8% katolikus, 26 fő, vagyis 1,2% ateista.

## Gazdaság
A térség népe elsősorban mezőgazdasággal foglalkozott a történelem során. Jelenleg is a lakosság 80% ezzel foglalkozik. Elsősorban a szarvasmarha-tenyésztés, sertéstenyésztés és a szőlőtermesztés jelentős. A talaj típusa a Dráva-menti bortermő térséghez tartozik. Az ipari ágba főleg a Gorenje gyárban dolgozók tartoznak, a szolgáltatási szektorba pedig csak néhány személy.

## Nevezetességek
A városi templom Szent Péternek lett szentelve. A templom neve Sveti Peter pod Svetimi gorami, és ez volt a város neve is 1952-ig. Maga a templom román-előtti stílusban lett építve, amelyhez szentélyt építettek a 15. században, és a gótikus freskók még a mai napig is megmaradtak.